# كريسوبراس
كريسوبراس  هو صنف من العقيق الأبيض، وهو يتميز بلونه الأخضر الفاتح، الذي يتراوج ما بين الزيتوني إلى التفاحي.
يتألف بنيوياً من بلورات دقيقة مكروئية من ثنائي أكسيد السيليكون، بالتالي فهو ضرب من أحجار الكوارتز.
تأتي تسمية كريسوبراس من الإغريقية، من χρυσός (كريسوس بمعنى ذهبي، وπράσινον براسينون، بمعنى أخضر.